# اشچئوگ
اشچئوگ (انگلیسی: Aschehoug) شرکت انتشارات نروژی است، که در سال ۱۸۷۲ تأسیس شد.